# Corematodus
Genre
Corematodus est un genre de poisson osseux de la famille des Cichlidés.

## Répartition
Corematodus shiranus est endémique du lac Malawi. Corematodus taeniatus est également présente dans le lac Malombe et dans la rivière Shire qui relie les deux lacs.

## Liste des espèces
Selon FishBase (24 janv. 2017) :
- Corematodus shiranus Boulenger, 1897
- Corematodus taeniatus Trewavas, 1935